# Landkreis Kaaden

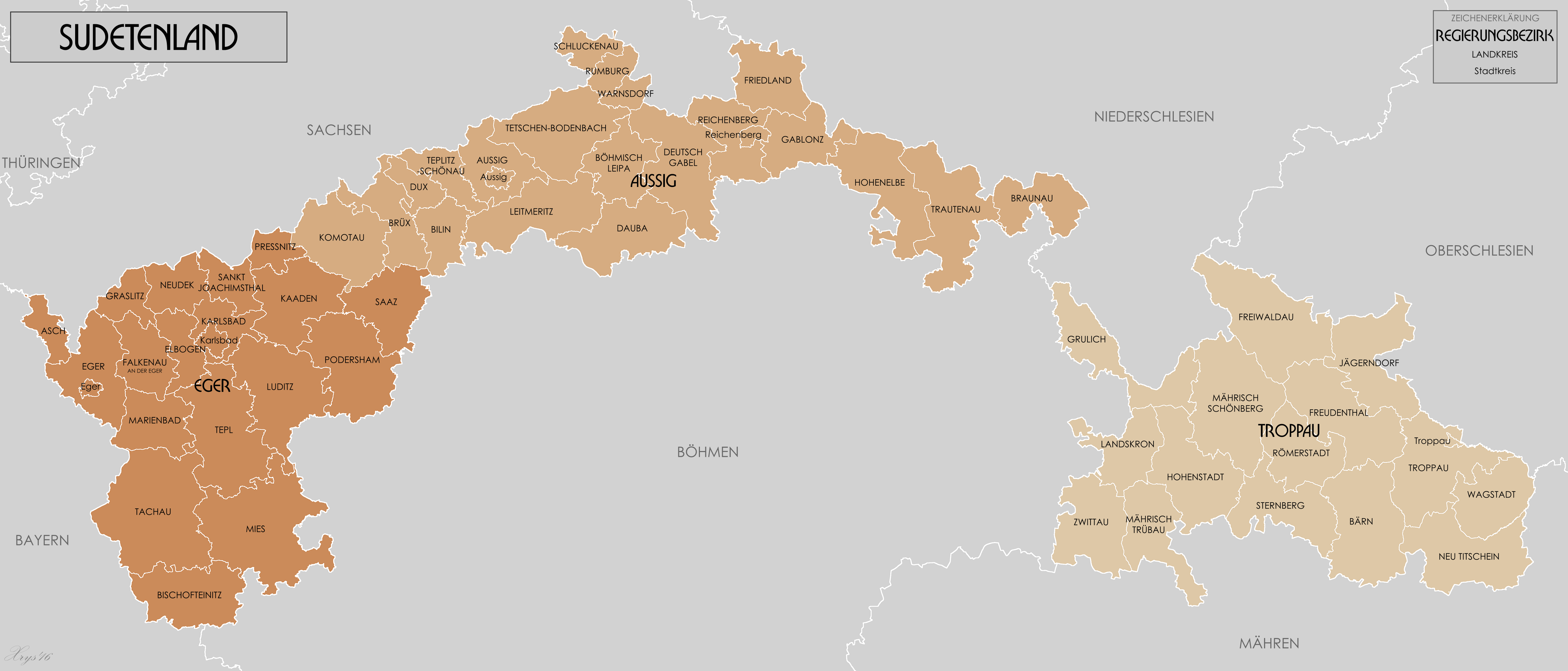
Verwaltungskarte des Reichsgaus Sudetenland

Der deutsche Landkreis Kaaden bestand in der Zeit zwischen 1938 und 1945. Das Gebiet des Landkreises Kaaden hatte am 1. Dezember 1930 43.337 Einwohner, am 17. Mai 1939 39.517 und am 22. Mai 1947 22.357 Bewohner.

## Verwaltungsgeschichte

### Tschechoslowakei / Deutsche Besatzung
Vor dem Münchner Abkommen vom 29. September 1938 gehörte der politische Bezirk Kadaň zur Tschechoslowakei.
Zwischen 1. und 10. Oktober 1938 besetzten deutsche Truppen das Sudetenland. Der politische Bezirk Kadaň trug fortan die frühere deutsch-österreichische Bezeichnung Kaaden. Er umfasste die Gerichtsbezirke Duppau und Kaaden. Seit dem 20. November 1938 führte der politische Bezirk Kaaden die Bezeichnung „Landkreis“. Er unterstand bis zu diesem Tage dem Oberbefehlshaber des Heeres, Generaloberst Walther von Brauchitsch, als Militärverwaltungschef.

### Deutsches Reich
Am 21. November wurde das Gebiet des Landkreises Kaaden förmlich in das Deutsche Reich eingegliedert und kam zum Verwaltungsbezirk der Sudetendeutschen Gebiete unter dem Reichskommissar Konrad Henlein.
Sitz der Kreisverwaltung wurde die Stadt Kaaden.
Ab dem 15. April 1939 galt das Gesetz über den Aufbau der Verwaltung im Reichsgau Sudetenland (Sudetengaugesetz). Danach kam der Landkreis Kaaden zum Reichsgau Sudetenland und wurde dem neuen Regierungsbezirk Eger mit dem Sitz der Regierungspräsidenten in Karlsbad zugeteilt.
Zum 1. Mai 1939 wurden die teilweise zerschnittenen Kreise im Sudetenland neu gegliedert. Danach blieb der Landkreis Kaaden in seinen bisherigen Grenzen erhalten. Folgende Gemeinden wurden umgegliedert:
- Ober Lomitz und Ranzengrün aus dem Landkreis Karlsbad in den Landkreis Kaaden,
- Petersdorf aus dem Landkreis Kaaden in den Landkreis Karlsbad.

Der Landkreis Kaaden erhielt vom aufgelösten Landkreis Preßnitz dessen Gerichtsbezirk Preßnitz ohne die Gemeinde Zobietitz. Diese Gebietsänderungen sind aber bis 1945 nicht durchgeführt worden, da die endgültige Entscheidung über den Fortbestand des Landkreises Preßnitz nicht mehr gefallen ist. Faktisch hat der Landkreis Preßnitz fortbestanden.
Bei diesem Zustand blieb es bis zum Ende des Zweiten Weltkriegs.
Seit 1945 gehörte das Gebiet bis zu ihrer Auflösung zur Tschechoslowakei. Heute ist es ein Teil der Tschechischen Republik.

## Landräte
1938–1939: Gustav Drautz (kommissarisch)
1939–1942: Anton Seidenspinner

## Kommunalverfassung
Bereits am Tag vor der förmlichen Eingliederung in das Deutsche Reich, am 20. November 1938, wurden alle Gemeinden der Deutschen Gemeindeordnung vom 30. Januar 1935 unterstellt, welche die Durchsetzung des Führerprinzips auf Gemeindeebene vorsah. Es galten fortan die im bisherigen Reichsgebiet üblichen Bezeichnungen, nämlich statt:
- Ortsgemeinde: Gemeinde,
- Marktgemeinde: Markt,
- Stadtgemeinde: Stadt,
- Politischer Bezirk: Landkreis.

## Ortsnamen
Die bisherigen Ortsnamen galten weiter, und zwar in der deutsch-österreichischen Fassung von 1918.

## Städte und Gemeinde

### Städte
Der Landkreis umfasste am 1. Jänner 1945 die fünf Städte: Duppau, Kaaden, Klösterle an der Eger, Radonitz und Willomitz.

### Gemeinden
Ahrendorf, Totzau und 62 weitere